# Институт за онкологију Војводине
Институт за онкологију Војводине је високоспецијализована здравствена, наставна и научно-истраживачка установа са седиштем у Сремској Каменици. Формиран је 1965. године, а основне делатности института су спровођење разних превентивних, дијагностичких, терапијских и рехабилитационих поступака из области онкологије. Осим тога, активности установе су усмерене на проучавање здравственог стања становништва, спровођење мултидисциплинарних истраживања и епидемиолошких студија, евиденцију пацијената са малигним обољењима, стручни надзор болесника итд.
У састав института улази петнаест организационих јединица:
- Клиника за радијациону онкологију,
- Клиника за интернистичку онкологију,
- Клиника за оперативну онкологију,
- Служба за нуклеарну медицину,
- Служба за радиолошку дијагностику,
- Служда за патолошко-анатомску дијагностику,
- Служда за лабораторијску дијагностику,
- Служба за анестезију са реаниматологијом,
- Служда за специјалистичко-консултативне и конзилијарне прегледе,
- Одељење за физикалну медицину и рехабилитацију,
- Одељење за апотекарске делатности,
- Одељење за неучно-истраживачку и образовну делатност, организацију, планирање евалуацију и медицинску информатику,
- Служба за правне и економско-финансијске послове,
- Служба за техничке и друге сличне послове
- Одсек интерне ревизије.[1]

На институту се спроводе и научни пројекти, клиничка и лабораторијска истраживања. Осим тога, одвија се настава на срском и енглеском језику из области онкологије, интерне медицине, хирургије, радиологије, патологије, епидемиологије и биохемије. Од 1993. године се објављује часопис Archive of Oncology, а од 2005. Летопис Студеничке Академије.
Објекат у којем је смештен институт је изграђен 1960. године, а 1984. је генерално реновиран. Зграда је окружена парком, који се налази под заштитом државе.